# 洪鑫任
洪鑫任（1988年11月13日—），別名任葛格，臺灣臺中市人，中華民國政治人物、台灣民眾黨籍。新民高中，僑光科技大學企管系畢業。佐赫有限公司負責人，「南屯即時通」版主。

## 早年生涯
洪鑫任出生於臺灣臺中市，就讀於僑光科技大學時以洗機車創業，而投入機車相關產業。2020年起，以任葛格為名，拍攝Gogoro電動車相關影片。
因為喜歡拍片記錄生活，2021年開設南屯即時通專頁，也號召志工串聯商家服務地方。
在2019冠状病毒病期間於南屯區市場協助宣導防疫， 串聯米其林必比登推介餐廳，送餐至派出所。
2021年9月，於網紅四叉貓抗體事件後，也與友人自費驗三種抗體疫苗受媒體關注。

## 政治生涯
2022年1月，受台灣民眾黨台中黨部提名並有黨主席柯文哲支持，參選2022年台中市南屯區市議員。以站在紅綠燈與路燈夾縫中吸引選民關注。並邀請台中知名兒童劇導演，藍天空劇團藝術總監錢康明為其競選歌曲作詞。
主張遷移南屯地區嶺東高壓電塔，因此與東海大學學生合力發起問卷調查，並藉助黨籍不分區立委高虹安之力對外發聲。高虹安宣布參選新竹市長後，亦協同拍攝七夕短片。
於台中市推動六條主要幹線公車後，主張應再新增南屯幹線公車。

## 選舉紀錄
| 年度 | 選舉屆數             | 選舉區           | 所屬政黨   | 得票數 | 得票率 | 當選標記 | 備註 |
| ---- | -------------------- | ---------------- | ---------- | ------ | ------ | -------- | ---- |
| 2022 | 第四屆臺中市議員選舉 | 台中市第七選舉區 | 臺灣民眾黨 | 4,709  | 6.01%  |          |      |

## 外部連結
- 洪鑫任的Facebook專頁
- YouTube上的洪鑫任頻道